# 安东尼奥·孔特
安东尼奥·孔特（義大利語：Antonio Conte，1867年12月11日—1953年2月4日），意大利击剑运动员。他曾代表意大利参加1900年夏季奥林匹克运动会击剑比赛，获得男子佩剑大师赛金牌。